# Rewind (1971-1984)
Pour les articles homonymes, voir Rewind.
Albums de The Rolling Stones
Undercover
(1983) Dirty Work
(1986)
Rewind (1971-1984) est une compilation des Rolling Stones sortie en 1984 et aujourd'hui épuisée.

## Titres
Toutes les chansons sont de Mick Jagger et Keith Richards.

### Édition britannique
1. Brown Sugar – 3:49
2. Undercover of the Night – 4:32
3. Start Me Up – 3:31
4. Tumbling Dice – 3:37
5. It's Only Rock 'n Roll (But I Like It) – 5:07
6. She's So Cold – 4:11
7. Hang Fire – 2:21
8. Miss You – 4:48
9. Beast of Burden – 4:27
10. Fool to Cry – 5:06
11. Waiting on a Friend – 4:34
12. Angie – 4:31
13. Respectable – 3:07

### Édition américaine
1. Miss You – 4:48
2. Brown Sugar – 3:49
3. Undercover of the Night – 4:31
4. Start Me Up – 3:31
5. Tumbling Dice – 3:37
6. Hang Fire – 2:21
7. It's Only Rock'n Roll (But I Like It) (bonus réédition CD) – 5:25
8. Emotional Rescue – 5:40
9. Beast of Burden – 4:27
10. Fool to Cry – 5:05
11. Waiting on a Friend – 4:34
12. Angie – 4:31
13. Doo Doo Doo Doo Doo (Heartbreaker) (bonus réédition CD) – 3:33